# Wallace Johnson
Wallace Ford Johnson (Filadelfia, 13 luglio 1889 – Filadelfia, 15 febbraio 1971) è stato un tennista statunitense.

## Carriera
Fu classificato tra i migliori dieci tennisti statunitensi per diversi anni, la prima volta nel 1908 mentre era ancora uno studente all'Università della Pennsylvania, la stagione successiva conquitò il titolo collegiale NCAA sia in singolare che nel doppio.
Nel 1910 raggiunse la finale a Cincinnati dove venne sconfitto da Richard H. Palmer mentre nel 1912 giocò la finale degli U.S. National Championships dove nonostante un vantaggio iniziale di due set venne rimontato da Maurice McLoughlin che ebbe la meglio in cinque set combattuti. Affrontò il viaggio attraverso l'atlantico nel 1913, partecipò al Queen's venendo sconfitto in finale da Arthur Lowe e a Wimbledon dove si arrese in quattro set a Douglas Watson.
Giocò una seconda finale agli U.S. National Championships nel 1921 ma si arrese al talento di Bill Tilden, una delle prime stelle mondiali nel tennis.
Conquistò quattro titoli agli U.S. National Championships nel doppio misto, in questa disciplina uscì vincitore nel 1907 insieme a May Sayers e nelle edizioni 1909, 1911 e 1920 in coppia con Hazel Hotchkiss Wightman.
Giocò un solo incontro con la squadra statunitense di Coppa Davis, nel 1913 durante la semifinale contro la Germania sconfisse in quattro set Oscar Kreuzer.

## Finali nei tornei del Grande Slam

### Singolare

#### Finali perse (2)
| Anno | Torneo                          | Avversario in finale | Punteggio               |
| 1912 | U.S. National Championships     | Maurice McLoughlin   | 6–3, 6–2, 2–6, 4–6, 2–6 |
| 1921 | U.S. National Championships (2) | Bill Tilden          | 1–6, 3–6, 1–6           |

### Doppio misto

#### Vittorie (4)
| Anno | Torneo                          | Compagna                 | Avversari in finale                   | Punteggio |
| 1907 | U.S. National Championships     | May Sayers               | Natalie Wildey Herbert M. Tilden      | 6–1, 7–5  |
| 1909 | U.S. National Championships (2) | Hazel Hotchkiss Wightman | Louise Hammond Raymond Raymond Little | 6–2, 6–0  |
| 1911 | U.S. National Championships (3) | Hazel Hotchkiss Wightman | Edna Wildey Herbert M. Tilden         | 6–4, 6–4  |
| 1920 | U.S. National Championships (4) | Hazel Hotchkiss Wightman | Molla Bjurstedt Mallory Craig Biddle  | 6–4, 6–3  |